# عبد الحميد بن عبد الله الآلوسي
عبد الحميد بن عبد الله الآلوسي (1817 - 23 يوليو 1906) (1232 - 2 جمادى الأولى 1334) متصوف وشاعر عثماني عراقي من أهل القرن التاسع عشر الميلادي/ الثالث عشر الهجري. من الأسرة الآلوسية ببغداد. أصيب بالجدري في السنة الأولى من عمره، فعمي. قرأ القرآن ودرس اللغة على أبيه، ثم لازم أخاه أبو الثناء الآلوسي حتى أجازه سنة 1849. تصدر للوعظ والتدريس، فتعلم وأقبل الناس على مجالس وعظه، وأملى «نثر اللآلي في شرح نظم الأمالي». مال إلى التصوف وسلك على الطريقة القادرية، فالنقشبندية، فالرفاعية منذ صغره، فاكتسب أتباعًا ومريدين. أقام على العزلة في داره أربعين سنة لا يخرج إلا لصلاة الجمعة والعيدين. نظمه مجموع في ديوان. توفي في مسقط رأسه وفي مقبرة الجنيد في الكرخ. 

## سيرته
هو عبد الحميد بن عبد الله بن محمود بن الحسين الآلوسي. ولد سنة 1232 هـ/ 1817 م في بغداد ونشأ بها. ولم يكد يبلغ عامًا من عمره حتى داهمه الجدري فذهب ببصره. حفظ القرآن وهو ابن ست سنين ثم قرأ النحو والصرف وغيرهما على أبيه، ولازمه إلى أن توفي ثم لازم أخاه الكبير أبو الثناء الآلوسي، وتأدب بأدبه وتخرجه به في المنقول والمعقول، والفروع والأصول، فأجازه بثبته المسلسل عن مشايخه وحرر له إجازة بخطه وختما في 6 ربيع الأول 1266/ 19 يناير 1850. 

تصدر للتدريس والوعظ. عمل واعظًا بجامع الحيدرخانة ومدرّسًا بالمدرسة النجيبية ببغداد. سلك الطريقة القادرية فالنقشبندية فالرفاعية، وصار له في الطرائق الثلاث أتباع ومريدون. 

ثم أنه أنزوى في بيته في الرصافة أربعين عامًا وأكثر، ولم يخرج منه إلا لصلاة الجمعة والعيدين. توفي يوم الإثنين ثاني جمادى الأولى 1324/ 23 يوليو 1906 عقيب مرض لازمه نحو عشرة أيام. ودفن في مقبرة الجنيد في الكرخ مقابلًا للباب الخارج من صور صحن مرقده. رثاء الأدباء نظمًا ونثرًا. 

## شعره
كان شاعرًا مطبوعًا رقيق الشعر جيد التغزل حسن الأسلوب عذب الألفاظ. جاء في معجم البابطين عنه «تظل القصائد المتاحة من شعره غير وافية بالكشف عن خصائص فنه، وبخاصة الخالية من دلائل نزوعه المبكر إلى التصوّف الذي أكدته سيرته، وأهم قصائده وأطولها القصيدة الحائية في مدح أحد مشايخه، والقصيدة الرائية في مدح أخيه أبي الثناء. وفي القصيدتين تسيطر العبارات والصور التراثية، كما يهيمن البناء التقليدي، إذ تبدأ المدحة بالغزل، بل إن الغزل يطول حتى على الغرض من القصيدة، ففي الحائية امتد الغزل فبلغ 17 بيتًا، وفي قصيدته عن أخيه تفوق الغزل (29 بيتًا) على المدح (22 بيتًا)، وفي نظمه حرص على استخدام البديع ومحسناته، وبخاصة الطباق والجناس.»

## مؤلفاته
- «نثر اللآلي في شرح نظم الأمالي»: شرع في املائه في رمضان 1271 وفرغ منه في غرة السنة 1272 هـ. وقد اعترض فيه على مواضع عديدة من شرح ملا علي القاري، وطبع بمطبعة الشابندر ببغداد سنة 1330 هـ فجاء في 292 صفحة ما عدا التقاريظ.
- «الدر النضيد من كلام السيد عبد الحميد»: جمع بعض وفاته تلاميذه كتابًا من نظمه ونثره وأجازته وما أجيز به، وما قيل فيه.